# Distretto di Gisagara
Il distretto di Gisagara è un distretto (akarere) del Ruanda, parte della Provincia Meridionale, con capoluogo Ndora.
Il distretto si compone di 13 settori (imirenge):
- Gikonko
- Gishubi
- Kansi
- Kibirizi
- Kigembe
- Mamba
- Muganza
- Mugombwa
- Mukingo
- Musha
- Ndora
- Nyanza
- Save